# Campeonato Africano de Atletismo de 2016 - 100 m feminino
A prova dos 100 metros feminino do Campeonato Africano de Atletismo de 2016 foi disputada entre os dias 22 e 23 de junho no Kings Park Stadium  em Durban,  na África do Sul. Participaram da prova 39 atletas sendo que 32 concluíram a prova na fase inicial. 

## Recordes
Antes desta competição, os recordes mundiais e do campeonato nesta prova eram os seguintes:
|                       | Nome                     | Nacionalidade   | Tempo  | Local        | Data                 |
| --------------------- | ------------------------ | --------------- | ------ | ------------ | -------------------- |
| Recorde mundial       | Florence Griffith Joyner | Estados Unidos  | 10s 49 | Indianápolis | 16 de julho de 1988  |
| Recorde do campeonato | Blessing Okagbare        | Nigéria         | 11s 00 | Marraquexe   | 11 de agosto de 2014 |
| Recorde africano      | Murielle Ahouré          | Costa do Marfim | 10s 78 | Montverde    | 11 de junho de 2016  |

Os seguintes recordes foram estabelecidos durante esta competição:
| Data        | Evento | Atleta          | Nacionalidade   | Tempo  | Notas                 |
| ----------- | ------ | --------------- | --------------- | ------ | --------------------- |
| 23 de junho | Final  | Murielle Ahouré | Costa do Marfim | 10s 99 | Recorde do campeonato |

## Medalhistas
| Ouro                  | Prata             | Bronze                   |
| Murielle Ahouré (CIV) | Carina Horn (RSA) | Marie-Josée Ta Lou (CIV) |

## Cronograma
Todos os horários são locais (UTC+2). 
| Data        | Hora  | Evento    |
| ----------- | ----- | --------- |
| 22 de junho | 09:30 | Bateria   |
| 22 de junho | 19:00 | Semifinal |
| 23 de junho | 16:50 | Final     |

## Resultados

### Bateria
Qualificação: 4 atletas de cada bateria (Q) mais os 4 melhores qualificados (q).
| Posição | Bateria | Atleta                   | Nacionalidade                  | Tempo | Notas |
| ------- | ------- | ------------------------ | ------------------------------ | ----- | ----- |
| 1       | 4       | Marie-Josée Ta Lou       | Costa do Marfim                | 11.35 | Q     |
| 2       | 3       | Murielle Ahouré          | Costa do Marfim                | 11.42 | Q     |
| 3       | 2       | Assia Raziki             | Marrocos                       | 11.45 | Q     |
| 4       | 5       | Carina Horn              | África do Sul                  | 11.46 | Q     |
| 5       | 2       | Germaine Abessolo Bivina | Camarões                       | 11.55 | Q,    |
| 6       | 4       | Agnes Osazuwa            | Nigéria                        | 11.60 | Q     |
| 7       | 3       | Gina Bass                | Gâmbia                         | 11.66 | Q     |
| 8       | 2       | Phumlile Ndzinisa        | Essuatíni                      | 11.67 | Q     |
| 8       | 3       | Ada Udaya                | Libéria                        | 11.67 | Q     |
| 10      | 5       | Gloria Asumnu            | Nigéria                        | 11.69 | Q     |
| 11      | 2       | Ngozi Musa               | Serra Leoa                     | 11.71 | Q     |
| 12      | 5       | Leungo Matlhaku          | Botswana                       | 11.72 | Q     |
| 13      | 2       | Marcelle Bouele Bondo    | República do Congo             | 11.77 | q     |
| 14      | 5       | Adeline Gouenon          | Costa do Marfim                | 11.78 | Q     |
| 15      | 1       | Gemma Acheampong         | Gana                           | 11.84 | Q     |
| 16      | 3       | Beatrice Gyaman          | Gana                           | 11.85 | Q     |
| 17      | 1       | Tebogo Mamatu            | África do Sul                  | 11.86 | Q     |
| 18      | 4       | Persis Williams-Mensah   | Gana                           | 11.97 | Q     |
| 19      | 5       | Joanne Loutoy            | Seicheles                      | 11.97 | q     |
| 20      | 3       | Marie Gisèle Eleme       | Camarões                       | 12.04 | q     |
| 22      | 1       | Mildred Gamba            | Uganda                         | 12.07 | Q     |
| 23      | 2       | Evan Endiki              | Sudão do Sul                   | 12.18 | q,    |
| 23      | 5       | Eunice Kadogo            | Quênia                         | 12.18 |       |
| 25      | 4       | Monicah Zephaniah        | Quênia                         | 12.20 | Q     |
| 26      | 1       | Ontiretse Molapisi       | Botswana                       | 12.37 | Q     |
| 27      | 1       | Jolene Jacobs            | Namíbia                        | 12.52 |       |
| 28      | 2       | Franshia Mwangi          | Quênia                         | 12.57 |       |
| 28      | 5       | Prenam Pesse             | Togo                           | 12.57 |       |
| 30      | 4       | Yvonne Thomas            | Zimbabwe                       | 12.65 |       |
| 31      | 1       | Tsige Kebede             | Etiópia                        | 12.83 |       |
| 32      | 1       | Sukoluhle Mlalazi        | Zimbabwe                       | 12.89 |       |
| 33      | 4       | Alyssa Conley            | África do Sul                  | DSQ   |       |
| 34      | 1       | Ruddy Zang Milama        | Gabão                          | DNS   |       |
| 34      | 2       | Joanilla Janvier         | Ilhas Maurícias                | DNS   |       |
| 34      | 3       | Gabri Mgbemena           | Zimbabwe                       | DNS   |       |
| 34      | 3       | Hafsathu Kamara          | Serra Leoa                     | DNS   |       |
| 34      | 3       | Rachel Zenzo             | República Democrática do Congo | DNS   |       |
| 34      | 4       | Labarang Charifa Benazir | Camarões                       | DNS   |       |

### Semifinal
Qualificação: 2 atletas de cada bateria  (Q) mais os  2 melhores qualificados (q). 
| Posição | Bateria | Atleta                   | Nacionalidade      | Tempo | Notas |
| ------- | ------- | ------------------------ | ------------------ | ----- | ----- |
| 1       | 2       | Murielle Ahouré          | Costa do Marfim    | 11.08 | Q     |
| 2       | 3       | Carina Horn              | África do Sul      | 11.14 | Q     |
| 3       | 1       | Marie-Josée Ta Lou       | Costa do Marfim    | 11.20 | Q     |
| 4       | 2       | Phumlile Ndzinisa        | Essuatíni          | 11.45 | Q     |
| 5       | 3       | Gloria Asumnu            | Nigéria            | 11.51 | Q     |
| 6       | 2       | Leungo Matlhaku          | Botswana           | 11.56 | q     |
| 7       | 2       | Tebogo Mamatu            | África do Sul      | 11.58 | q     |
| 8       | 2       | Agnes Osazuwa            | Nigéria            | 11.59 |       |
| 9       | 1       | Gemma Acheampong         | Gana               | 11.60 | Q     |
| 10      | 1       | Gina Bass                | Gâmbia             | 11.63 |       |
| 11      | 1       | Ada Udaya                | Libéria            | 11.68 |       |
| 11      | 3       | Adeline Gouenon          | Costa do Marfim    | 11.68 |       |
| 13      | 2       | Beatrice Gyaman          | Gana               | 11.84 |       |
| 14      | 1       | Marie Gisèle Eleme       | Camarões           | 11.85 |       |
| 15      | 1       | Marcelle Bouele Bondo    | República do Congo | 11.92 |       |
| 16      | 2       | Germaine Abessolo Bivina | Camarões           | 11.96 |       |
| 17      | 3       | Joanne Loutoy            | Seicheles          | 12.00 |       |
| 18      | 3       | Persis Williams-Mensah   | Gana               | 12.01 |       |
| 19      | 3       | Assia Raziki             | Marrocos           | 12.06 |       |
| 20      | 1       | Mildred Gamba            | Uganda             | 12.23 |       |
| 21      | 1       | Monicah Zephaniah        | Quênia             | 12.26 |       |
| 22      | 2       | Ontiretse Molapisi       | Botswana           | 12.33 |       |
| 23      | 3       | Eva Endiki               | Sudão do Sul       | DNS   |       |
| 23      | 3       | Ngozi Musa               | Serra Leoa         | DNS   |       |

### Final
| Posição           | Raia | Atleta             | Nacionalidade   | Tempo | Notas                 |
| ----------------- | ---- | ------------------ | --------------- | ----- | --------------------- |
| Medalha de ouro   | 3    | Murielle Ahouré    | Costa do Marfim | 10.99 | Recorde do campeonato |
| Medalha de prata  | 6    | Carina Horn        | África do Sul   | 11.07 |                       |
| Medalha de bronze | 5    | Marie-Josée Ta Lou | Costa do Marfim | 11.15 |                       |
| 4                 | 7    | Gloria Asumnu      | Nigéria         | 11.45 |                       |
| 5                 | 4    | Phumlile Ndzinisa  | Essuatíni       | 11.46 |                       |
| 6                 | 2    | Gemma Acheampong   | Gana            | 11.49 |                       |
| 7                 | 1    | Tebogo Mamatu      | África do Sul   | 11.54 |                       |
| 8                 | 8    | Leungo Matlhaku    | Botswana        | 11.67 |                       |

Legenda
| Recorde mundial       | Recorde mundial (World record)               |                       | Recorde africano                      | Recorde africano (African) |                                           | Q | Classificado por posição (Qualified) |
| Recorde do campeonato | Recorde do campeonato (Championship record)  | Recorde da América    | Recorde da América (Americas)         | q                          | Classificado por melhor tempo (Qualified) |   |                                      |
| Melhor marca do ano   | Melhor marca do ano (World leading)          | Recorde asiático      | Recorde asiático (Asian)              | DNS                        | Não largou (Did not start)                |   |                                      |
| Recorde nacional      | Recorde nacional (National record)           | Recorde europeu       | Recorde europeu (European)            | DNF                        | Não terminou (Did not finish)             |   |                                      |
| Recorde pessoal       | Recorde pessoal do atleta (Personal best)    | Recorde da Oceania    | Recorde da Oceania (Oceania)          | DSQ / DQ                   | Desclassificado (Disqualified)            |   |                                      |
| Recorde da temporada  | Recorde da temporada do atleta (Season best) | Recorde sul-americano | Recorde sul-americano (South America) | NM                         | Sem marca (No mark)                       |   |                                      |